# Securitate

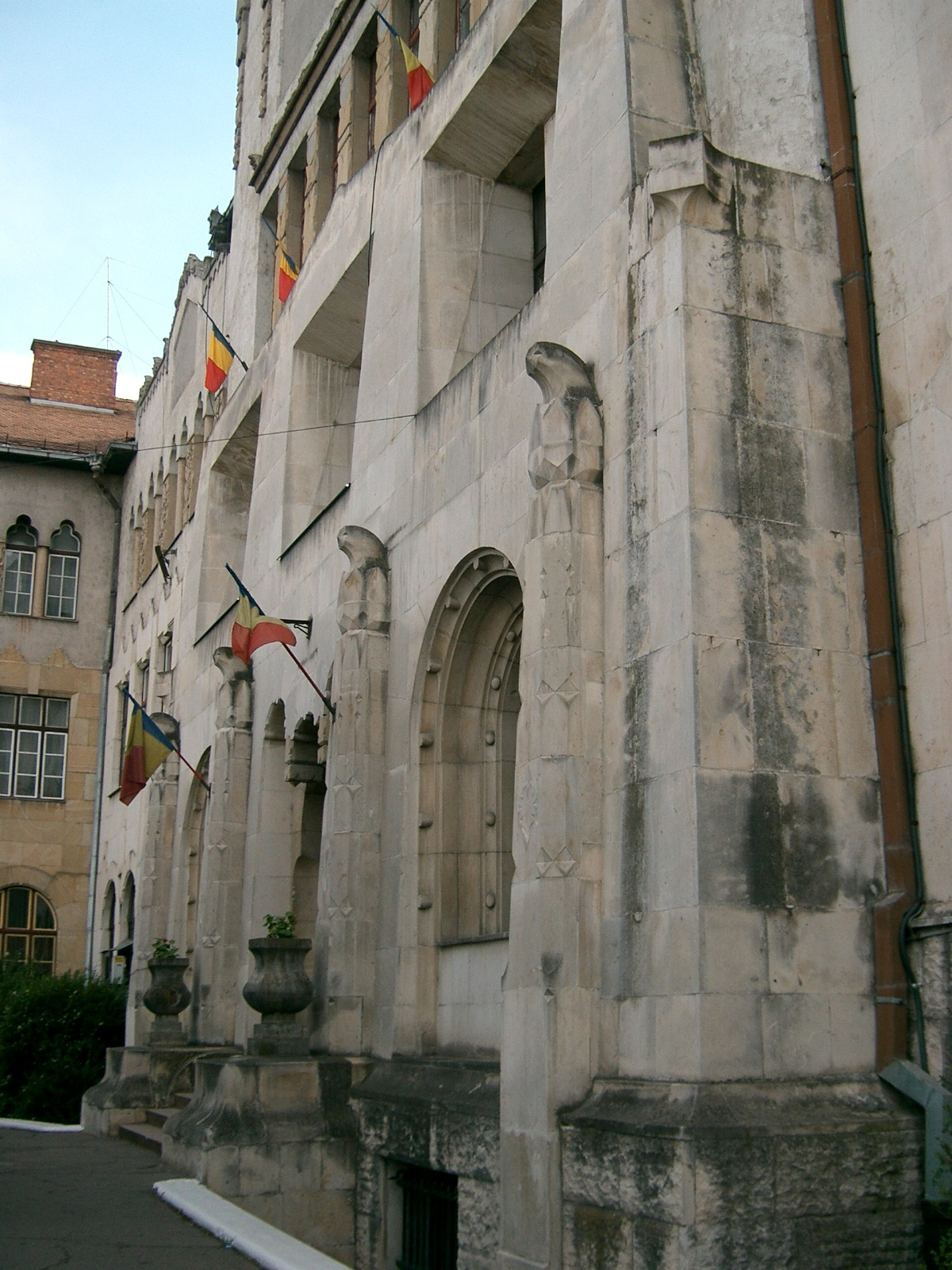
Kolozsvár, 1945 és 1990 között a román Securitate helyi központja. 1990 óta a román Nemzetbiztonsági Hivatal és a Rendőrség használja

A Securitate (románul: Departamentul Securității statului, azaz Állambiztonsági Osztály) a román kommunista diktatúra titkosszolgálata volt.

Pacepa tábornok, a Securitate vezetője 1978-ban az Amerikai Egyesült Államokba szökött. A világ megismerhette, miképp működik Nicolae Ceaușescu diktatúrája. Ion Mihai Pacepa tábornok 1978 júliusáig, disszidálásáig az egész világra kiterjedő román kémszervezet (DIE) legfőbb irányítója volt. 1987-ben Vörös Horizontok címmel az Amerikai Egyesült Államokban könyvet adott ki, és részletesen leírta a román kémszervezet működését.

## Története
1948. augusztus 30-án létrejött az Országos Népbiztonsági Igazgatóság (Direcția Generală a Securității Poporului – DGSP). A securitate nemzetiségi összetétele 1948-ban, összesen: 3973 fő, ebből: 3334 román, 338 zsidó, 247 magyar, 24 orosz, 13 jugoszláv, 5 német, 5 cseh, 3 örmény, 3 bolgár és 1 olasz.
1951. március 30-án újjászervezték Országos Állambiztonsági Igazgatóság (Direcția Generală a Securității Statului-DGSS) néven. 1956. július 11-én újjászervezték a román Belügyminisztériumot, ennek keretében a Securitatét is.
1967. szeptember 13-án újra átalakították a Securitate szervezetét Állambiztonsági Főigazgatóság (DS – Departamentul Securității) néven. 1972. április 19-én ismét újjászervezték a Securitatét Állambiztonsági Igazgatóságok (Direcțiile de Securitate – DS) néven. 1973. június 27-én újra átszervezték a Securitatét.

### Magyar vonatkozások
„Ceaușescu, mint a többi diktátor, kitűnően értett a nacionalizmusnak mint érzelmi fegyvernek a használatához. Az első dolog, ami az akkor még ismeretlen Ceaușescut országos politikai dimenzióba emelte, Magyarország szovjet megszállása volt 1956-ban. Ő abban az időben a párt Központi Bizottságának titkára volt, Románia fegyveres és biztonsági erőit irányította. Azzal az ürüggyel, hogy az akkori belügyminiszter felesége (Márta Czikó-Draghici) magyar származású, tehát nem megbízható, Ceaușescu kezébe vette ezt a funkciót, és ő irányította azt a nagyon kifinomult kémakciót, amelyet Románia Magyarország szovjet megszállásának támogatására indított. Azt az akciót is ő irányította, amellyel kicsalták Nagy Imre magyar miniszterelnököt a jugoszláv nagykövetségről, elrabolták, és Romániába vitték. Ceaușescu felügyelte Nagy Imre szovjet és román belügyesek által végzett kihallgatását Bukarest egyik külvárosának egy eldugott házában, majd Budapestre szállítását. Trónra kerülése után egyre jobban kezdett félni attól, hogy e politikai bűntettnek meg kell majd fizetnie az árát. Ezért mindent megtett, hogy megsemmisítsen minden írásbeli dokumentumot, és megpróbált megszabadulni azoktól az emberektől, akik be tudták volna bizonyítani Nagy Imre kivégzésében játszott személyes szerepét.” – Duna Televízió, 2000. augusztus 15. (Pacepa-interjú)

### A Securitate felépítése 1989 decemberében
- Centrul de Informații Externe (CIE) (UM 0544) – Külföldi Hírszerzési Központ
- Contrainformații în cadrul CIE (UM 0195) – Külföldi Hírszerzési Központ belső Elhárítása
- Cifru (UM 0525) – Rejtjelező egység
- ICE „Dunărea” – „Dunărea” külkereskedelmi ügynökség
- Direcția I (Informații interne) – I. Igazgatóság (Belföldi hírszerzés)
- Direcția a II-a (Contrainformații în sectoarele economice) – II. Igazgatóság (Gazdasági kémelhárítás)
- Direcția a III-a (Contraspionaj) – III. Igazgatóság (Kémelhárítás)
- Direcția a IV-a (Contraspionaj militar) – IV. Igazgatóság (Katonai kémelhárítás)
- Direcția a V-a (Securitate și gardă) – V. Igazgatóság (Őrzés és védelem)
- Direcția a VI-a (Anchete penale) – VI. Igazgatóság (Bűnügyi vizsgálatok)
- Unitatea specială de luptă antiteroristă (USLA) (UM 0666) – Különleges Antiterrorista Egység
- Unitatea specială de filaj F – „F” Különleges Egység (Követés)
- Serviciul special de protejare a secretelor de stat (UM 0500) – Államtitkokat védő Különleges Egység
- Serviciul independent pentru comerț extern – Önálló Külkereskedelmi Ügyosztály
- Centrul de Informare și Documentare – Tájékoztatási és Dokumentációs Központ
- Serviciul Dezinformare D – „D” Megtévesztési Ügyosztály
- Secretariatul juridic independent: Önálló jogi titkárság
- Serviciul independent pentru educarea și mobilizarea cadrelor – Személyzet Nevelésének és Mozgósításának Önálló Ügyosztálya
- Comandamentul pentru Tehnică Operativă și Transmisiuni – Operatív Technikai Eszközök és Hírközlési Parancsnokság
- Unitatea specială de instalare T (Supravegherea telefoanelor și înregistrări video) – „T” Különleges Egység ( [figyelőrendszerek] elhelyezése)
- Serviciul C (Transportul documentelor secrete) – „C” Ügyosztály (titkos iratok szállítása)
- Unitatea specială de cercetare și proiectare P – „P” Különleges Egység (kutatás-tervezés)
- Unitatea specială pentru interceptarea corespondenței S – „S” Különleges Egység (postai forgalom ellenőrzése)
- Unitatea specială pentru interceptarea transmisiunilor radio R – „R” Különleges Egység (rádiótechnikai forgalom elfogása)